# Михаил Серишев
Михаил Георгиевич Серишев (на руски: Михаил Георгиевич Серышев) е руски рок и оперен певец. Най-известен е като вокалист на траш метъл групата „Мастер“.

## Биография
Роден е през 1957 в Улан Уде. Учи в 14-о училище, след което постъпва в Бурятския държавен педагогически институт. Участва в групите „Звездочёт“, „Искатели“ и „Баргузини“. През 1981 г. заминава за Москва.
В Москва печели популярност като вокалист на групата „Час Пик“, просъществувала 5 години. През 1987 г. става член на „Мастер“, която се нарежда сред най-популярните метъл групи в СССР, като работи в Белгия от 1989 до 1991 г. След като групата се завръща в Русия, Серишев участва в руската версия на рок-операта „Исус Христос суперзвезда“, изпълнявайки ролята на Исус. Паралелно с участието си в Мастер, Серишев пее и в църковен хор.
През 1997 г. напуска „Мастер“, след като е записан концертният албум „Live II“. На негово място е поканен Артур Беркут, с когото „Мастер“ тръгват на турне във Франция. През 1999 г. Серишев се завръща в „Мастер“ за няколко месеца и записва 4 песни от албума „Лабиринт“. В края на годината окончателно напуска групата.
Става член на трупата на музикалния театър „Хеликон опера“. Участва в записите на албума „Песнопения русской православной церкви“. През 2004 участва като гост-изпълнител в соловия албум на Алик Грановский „Большая прогулка“, а през 2006 г. – в албумите на Алексей Страйк и „Marghenta“.
Освен това участва и в рок-оперите „Эльфийская Рукопись“ и „Майстора и Маргарита“. През 2010 г. дебютира в Болшой театър, изпълнявайки ролята на Доктор Блинд в оперетата „Прилепът“.
Синът му Георги е вокалист на траш метъл групата „VuvuZela“.